# Miloš Rodin
Miloš Rodin, nekadašnji igrač Hajduka iz 1910-tih i 1920-tih godina. Vratar, zabilježio je ukupno 18 nastupa, od čega svega 5 u splitskom nogometnom podsavezu, a prva službena utakmica mu je bila protiv Juga 18. travnja 1920., koju su Bili izgubili s 0:1. Bila je to druga utakmica odigrana u Splitskom podsavezu, i Rodin te sezone Hajdukova vrata čuva usporedo s L. Kaliternom.
Sezone 1920-te Rodin je odigrao dvije od četiri utakmice, drugu koju je odigrao bila je protiv Uskoka (S), 25. travnja 1920, posljednju te sezone, koju je Hajduk golovima Gazdića (2) i F. Tagliaferra dobio s 3:0.
Iduće sezone 1920/21 još će tri puta stati na Hajdukovu 'branku', i to utakmica sa Splitom 21. studenog 1920. koja je završila s 1:6 u korist Hajduka (Zelić 4, Hochmann, A. Žaja), zatim 5. ožujka 1921 protiv Borca iz Splita, 0:4 u korist Hajduka i posljednja protiv Uskoka 3. travnja 1921., 3:0 u korist Hajduka. 
U svim službenim utakmicama Rodin je primio samo dva gola. 
Prema izjavi Mladena Cukrova iz splitskog Muzeja sporta, Miloš Rodin, uz još neke igrače Hajduka (među kojima i B. Bakotić, Z. Bavčević, T. Bonačić, A. Devivi, M. Dešković, R. Gazzari i O. Gazzari bili su aktivni i u bejzbolu, jer je Hajduk 1919. imao i sekcije za bejzbol, boks, hazenu i laku atletiku.
Statistika u Hajduku
| Natjecanje        | Nastupi | Zgoditci |
| ----------------- | ------- | -------- |
| Prvenstvo         | 0       | 0        |
| Kup               | 0       | 0        |
| Superkup          | 0       | 0        |
| Međunarodne       | 0       | 0        |
| Splitski podsavez | 5       | 0        |
| Ukupno            | 5       | 0        |
| Prijateljske      | 13      | 0        |
| Sveukupno         | 18      | 0        |